# Antechinus godmani
Espèce
Synonymes
- Phascogale godmani Thomas, 1923[2]

Statut de conservation UICN

 LC  : Préoccupation mineure
Antechinus godmani est une espèce de marsupiaux de la famille des Dasyuridae endémique d'Australie.

## Répartition et habitat
Cette espèce est endémique du Queensland en Australie. Elle vit dans les forêts humides entre 650 et 1 650 m d'altitude.